# Jan Bulte
Jan Bulte (7 december 1933 - Reeuwijk, 6 juli 1996) was een Nederlands bedrijfseconoom en hoogleraar bedrijfshuishoudkunde aan de Erasmus Universiteit Rotterdam.

## Levensloop
Bulte studeerde bedrijfseconomie aan de Nederlandse Economische Hogeschool. In 1975 werd hij aldaar benoemd gewoon lector in de bedrijfshuishoudkunde, waarbij rede Human resource accounting. Een wenkend bedrijfseconomisch perspectief? uitsprak over de bedrijfseconomische aspecten van humanresourcesmanagement.
In de jaren 1980 was hij gepromoveerd tot hoogleraar. Zijn leerstoel was ondergebracht in de Vakgroep Kosten- en winstbepalingsvraagstukken waarvan Bob Brezet de vakgroepvoorzitter was. 
Op 21 april 1995 nam hij afscheid met de rede Milieu en bedrijfseconomie waarbij hem een afscheidsbundel werd aangeboden. Hierin pleitte hij voor een grotere betrokkenheid van de bedrijfseconomie aan het leveren van oplossingen van de milieuproblematiek.

## Publicaties
- 1975. Human resource accounting' : een wenkend bedrijfseconomisch perspectief?. Rede Rotterdam. Leiden : Stenfert Kroese.
- 1984. Gehandhaafd : opstellenbundel aangeboden aan drs. J.C. Brezet bij zijn afscheid als lector in de bedrijfshuishoudkunde aan de Faculteit der Economische Wetenschappen van de Erasmus Universiteit Rotterdam op 1 augustus 1984.. Met J.C. Brezet, K.J. Steeneker, en Rob van der Wal, Erasmus Universiteit Rotterdam.
- 1991. Kosten bedrijfseconomische kostenvraagstukken. Met Jan Dijksma en Rob van der Wal. Amsterdam : NIVRA.
- 1993. Management accounting. Met Jan Dijksma en Rob van der Wal. Groningen : Wolters-Noordhoff. 2e druk in 2002.
- 1994. Materiële vaste activa. Met Rob van der Wal. 's-Gravenhage : DELWEL.
- 1995. Milieu en bedrijfseconomie. Rotterdam : Erasmus Universiteit Rotterdam.